# Johan Valckenaer
Johan Valckenaer, né le 12 janvier 1759 à Franeker et mort le 25 janvier 1821 à Bennebroek, est un homme politique et diplomate néerlandais.

## Biographie

### Formation et débuts en politique
Johan Valckenaer est le fils du philologue Lodewijk Caspar Valckenaer, professeur à l'université de Franeker. En 1766, son père est nommé à l'université de Leyde et emmène son fils avec lui. Il étudie le droit et lit avec passion les auteurs français comme Voltaire ou Jean-Jacques Rousseau. Ces influences se retrouvent dans les premiers écrits de Johan Valckenaer, notamment dans sa thèse, terminée en février 1781. Il exerce pendant quelques mois la profession d'avocat à Leyde puis est nommé professeur de droit à l'université de Franeker en novembre 1781. 
Il se lie avec les patriotes qui s'opposent  aux pouvoirs du stathouder Guillaume V d'Orange, notamment avec Coert Lambertus van Beyma. Valckenaer est nommé rector magnificus de l'université de Franeker en 1786. En novembre 1786, il inaugure les séances de la société Fraterniteit par un discours dans lequel il critique sévèrement le gouvernement du prince d'Orange. Les directeurs de l'université le lui reprochent, arguant qu'un homme dans sa position ne peut tenir de tels propos. Valckenaer leur répond qu'il n'a fait que son devoir de bon citoyen et qu'il n'a rien à se reprocher. Visé par une plainte des États provinciaux de Frise, il publie sa défense dans le journal patriotique Utrechtsche Courant démissionne le 16 mai 1787. 
Après sa démission, il se consacre entièrement à la politique. Il se rend à Amsterdam où il entend défendre les patriotes frisons. Il retourne en Frise en septembre et tente, avec Van Beyma et Hector van Altena, un coup de force pour diviser les États de Frise et créer de nouveaux États à Franeker. L'intervention des troupes prussiennes met un terme à la première Révolution batave. Après avoir fui dans un premier temps à Amsterdam, Valckenaer quitte les Provinces-Unies, comme des dizaines de patriotes, trouvant refuge à Anvers. Là, il rencontre le comte de Saint-Priest, le nouvel ambassadeur français à La Haye. Il est chargé de dresser la liste des pertes matériels des patriotes réfugiés en vue d'un dédommagement par la France. 

### Exil en France
En janvier 1788, il s'installe à Saint-Omer. Il y apprend que Van Beyma et Van Altena ont oublié dans leur fuite précipitée d'Amsterdam un certain nombre de documents compromettants pour les patriotes. Nombre d'entre ceux restés dans les Provinces-Unies sont condamnés grâce à ces documents. Valckenaer est furieux et se brouille avec ses amis frisons. Il décide de former une communauté à l'abbaye de Watten qu'il commence à restaurer à partir de février 1788. Parmi ses membres figurent certains des patriotes les plus actifs, comme Herman Willem Daendels, Wijbo Fijne ou Adam Gerard Mappa. Van Beyma et Valckenaer deviennent les chefs des patriotes exilés et leur obtiennent le paiement par le gouvernement français d'une pension. Toutefois, une nouvelle querelle éclate entre Van Beyma et Valckenaer et les patriotes se divisent entre beymanistes et valckenaeristes. Alors que Valckenaer a personnellement négocié le montant de la pension, c'est Van Beyma qui est choisi par les Français pour la gérer ; Valckenaer est exclu du versement par son ancien ami. Un échange de pamphlets et libelles rend les deux hommes inconciliables et la brouille définitive. Entre l'été 1789 et février 1790, Valckenaer est à Paris, où il négocie les subventions avec le marquis d'Osmond, chargé par Necker du versement de la pension. Il fonde en octobre 1791 la société des amis de la constitution parmi les patriotes bataves. Il devient ainsi le propagandiste de la Révolution française auprès des patriotes bataves et celui de la Révolution batave auprès des révolutionnaires français, notamment des jacobins.
Il effectue un voyage dans le sud de la France pendant l'hiver 1791-1792 puis rentre à Leyde en Hollande pour régler un problème financier à la suite de la mort de sa mère. Il y rencontre Jacob Blauw. Les événements en France – la guerre avec la Prusse et l'Autriche et la journée du 10 août – incitent Valckenaer à rentrer en France afin de convaincre les révolutionnaires français de déclarer la guerre à Guillaume V d'Orange et libérer les Provinces-Unies. Il préside le comité révolutionnaire batave fondé dans ce but à Paris en octobre 1792. Le 1er février 1793, la Convention nationale déclare la guerre à la Grande-Bretagne et aux Provinces-Unies. Il s'installe à cette époque à Bièvre-la-Montagne et y rédige un journal ultra-révolutionnaire, Le Batave, à destination des révolutionnaires français et bataves.

### Fondation de la République batave
Les troupes françaises de Pichegru envahissent les Provinces-Unies en janvier 1795. Dans toutes les grandes villes du pays, les comités révolutionnaires s'activent et révolutionnent l'administration. Le 18 janvier, Guillaume V s'embarque pour l'Angleterre, laissant le pays aux patriotes et aux Français. Valckenaer rentre en Hollande et obtient un poste de professeur à l'université de Leyde le 4 mars 1795. En avril, il est envoyé officieusement à Paris pour seconder les ambassadeurs Caspar Meijer et Jacob Blauw, chargés de préparer le traité de paix entre la France et la nouvelle République batave. Il publie chaque semaine, entre novembre 1795 et mai 1796 un journal intitulé De Advocaat der Nationale Vrijheid (L'Avocat de la liberté nationale). Ultra-révolutionnaire, il est un fervent adversaire de l'ordre ancien et de ses partisans, les orangistes ; il publie un accusatoire féroce à l'encontre de Laurens Pieter van de Spiegel, le dernier grand pensionnaire de Hollande, et demande des poursuites contre tous les régents orangistes. Le 7 octobre 1795, il est chargé, avec Bavius Voorda, par les États généraux de rédiger un mémoire sur l'opportunité de poursuites pénales contre Guillaume V d'Orange. Leur rapport est rendu le 7 janvier 1796 : selon eux, le stathouder s'est rendu coupable de haute-trahison en écrivant, le 7 février 1795, une lettre aux gouverneurs des colonies leur enjoignant de se livrer aux Britanniques. 
Le 27 janvier 1796, Valckenaer est élu député à la première Assemblée nationale de la République batave par le district de Leyde. Il est l'un des chefs du parti unitariste et l'un des plus habiles orateurs de l'Assemblée. Il défend avec vigueur le principe de l'amalgame des dettes provinciales en une seule dette nationale et le suffrage universel. 

### Ambassadeur à Madrid

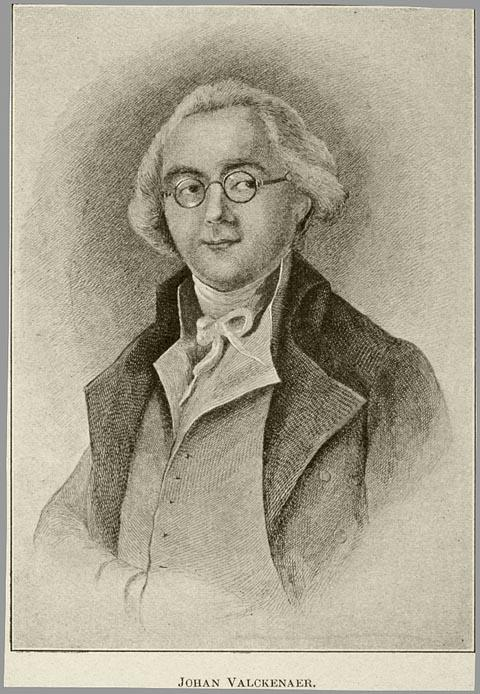
Portrait de Johan Valckenaer.

Le 23 février 1796, il est nommé ministre plénipotentiaire à Madrid mais ne quitte la République batave que le 27 mai. Sa mission est de défendre les intérêts bataves, notamment en attirant l'Espagne dans l'alliance franco-batave contre la Grande-Bretagne et en signant un traité de commerce. Il conclut avec l'Espagne le traité de Saint-Ildefonse en juin 1797. 
Pendant son ambassade à Madrid, il conserve une forte influence sur les événements grâce à une abondante correspondance qu'il entretient avec les révolutionnaires bataves, tels que l'unitariste Pieter Vreede ou le modéré Rutger Jan Schimmelpenninck. Le 22 janvier 1798, un coup d'État conduit par Vreede chasse les fédéralistes de l'Assemblée nationale. Les unitaristes rédigent une constitution inspirée de la constitution française de l'an III, le Directoire exécutif de la République batave. Vreede et ses partisans sont à leur tour renversés par un coup d'État modéré le 12 juin 1798. L'ultra-révolutionnaire Valckenaer, opposé à l'influence française en Batavie, est très critiqué à Paris. Le ministre des Relations extérieurs Talleyrand demande son rappel en août. Il est rappelé le 14 septembre et arrive en décembre à La Haye, où il est très bien accueilli. Il est d'ailleurs renvoyé à Madrid le 21 mars 1799, avec le titre d'ambassadeur extraordinaire. Les Français, par l'intermédiaire de Talleyrand et de l'ambassadeur Sémonville, tentent d'obtenir son rappel définitif auprès du gouvernement batave. Finalement, ils parviennent à convaincre le gouvernement espagnol de demander le rappel de Valckenaer, accepté en juin 1801.

### Retour aux Pays-Bas
Peu après son retour, le Directoire batave est remplacé par un gouvernement très modéré, marqué par le retour de nombreux orangistes, la Régence d'État. Il se retire dans une ferme à Noordwijk puis à Heemstede.
En 1807, il devient conseiller financier du roi de Hollande Louis Bonaparte. Le 15 août 1808, il fait partie d'une commission chargée de rédiger un rapport sur l'instruction publique en Hollande. La même année, il devient président de la troisième classe de l'Institut royal. Le 16 juin 1810, Louis l'envoie à Paris pour négocier auprès de Napoléon Ier un emprunt avec la Prusse. En difficulté avec son frère, Louis espérait que Valckenaer réussirait à convaincre Napoléon de relâcher son emprise sur la Hollande. Mais Louis abdique le 1er juillet et la Hollande est annexée à la France le 13 juillet.
Le 25 avril 1813, il est arrêté par méprise pour avoir initié une manifestation pro-orangiste à Amsterdam. Devant l'absurdité de l'accusation, il est relâché le 29 avril. Il accueille cependant avec une grande joie six mois plus tard le retour de l'indépendance nationale due au départ des Français et le débarquement du prince Guillaume VI d'Orange, bientôt devenu le roi Guillaume Ier des Pays-Bas.
Il passe les dernières années de sa vie dans sa propriété qu'il a acquise en 1812 à Bennebroek, sur le Haarlemmermeer, où il reçoit ses amis, notamment Daendels, Theodorus van Kooten, Samuel Wiselius et le poète Willem Bilderdijk.